# Пашаев, Эльвин Назим оглы
Эльвин Назим оглы Пашаев (род. 27 июля 1983) — глава исполнительной власти Гёйгёльского района.

## Биография
Эльвин Пашаев родился в 1983 году. Среднее образование получил в школе № 18 имени М. Б. Исраилова в городе Ширван. В период с 2000 по 2004 годы обучался на историческом факультете Бакинского государственного университета по специальности «региональные исследования».
В 2004—2005 годах Эльвин Пашаев служил в Вооружённых силах Азербайджана. В 2005—2007 годах  получил степень магистра в Бакинском государственном университете, а в 2007—2009 годах продолжил обучение по специальности «финансы и кредит» в Азербайджанском государственном экономическом университете. В 2021—2022 годах прошёл обучение по программе «Инновации в государственном секторе», «Инновации и природоориентированные решения в городском управлении» в Лундском университете в Швеции. Также прошёл курсы повышения квалификации и специализации в учебных заведениях Китая, Польши, Академии управления имени Леха Качиньского в Варшаве, Центре восточного партнёрства Эстонии и др. В 2021 году Эльвин Пашаев получил международный сертификат PMP (Профессиональный управляющий проектами) от Института управления проектами США. В период с 2012 по 2016 год был аспирантом Института истории имени Бакиханова Академии наук Азербайджана.
С 2003 года Эльвин Пашаев начал свою трудовую деятельность в Клинической больнице № 1 города Баку в отделе кадров на должности инспектора. С 2006 по 2012 год занимал различные должности в Министерстве труда и социальной защиты населения Азербайджана, в том числе главного консультанта в Центре социальной защиты населения, а затем главного консультанта и руководителя сектора в аппарате министерства. С 2012 по 2018 годы Пашаев занимал должность заместителя директора по кадрам и обучению в аппарате Государственного агентства по обслуживанию и социальным инновациям при президенте Республики Азербайджан, а затем работал на должности директора отдела человеческих ресурсов. С 2018 по 2022 год он был директором отдела управления человеческими ресурсами в аппарате Министерства сельского хозяйства Азербайджана и заместителем руководителя аппарата министерства по работе с человеческими ресурсами, а также занимал должности директора отдела управления человеческими ресурсами и образования, науки и человеческих ресурсов. Кроме того, Эльвин с 2014 по 2019 год преподавал в Академии государственного управления при президенте Азербайджанской Республики.

## Общественно-политическая деятельность
- С 2002 года является членом партии Новый Азербайджан[3].
- Эльвин Пашаев — один из основателей Общественного объединения Ассоциации человеческих ресурсов Азербайджана (АЧРА) и главный консультант в государственной службе.
- Распоряжением Президента Азербайджана от 25 июля 2022 года № 3388, Пашаев Эльвин Назим оглы назначен главой исполнительной власти Гёйгёльского района[4].

## Награды
- Распоряжением Президента Азербайджана от 23 июня 2020 года № 2116 Эльвин Назим оглы Пашаев был награждён медалью «За отличие на государственной службе»[5].